# Wilhelm Moberg (häradshövding)

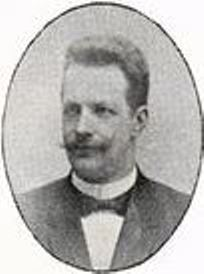
Wilhelm Moberg.

Erik Wilhelm Reinhold Moberg, född den 11 oktober 1857 i Vreta klosters socken, Östergötlands län, död den 18 oktober 1923 i Söderhamns församling i Gävleborgs län, var en svensk häradshövding. 
Moberg var son till lantbruksförvaltaren Sven Vilhelm Moberg (1814–1877). Efter studentexamen vid Stockholms gymnasium 1876 avlade han hovrättsexamen vid Uppsala universitet 1881, blev extra ordinarie notarie i Svea hovrätt samma år, vice häradshövding 1884, tillförordnad notarie första gången 1886, notarie 1890, adjungerad ledamot första gången 1893, auditör i Göta livgarde 1894, konstituerad och förordnad till auditör vid samma regemente 1895, advokatfiskal i hovrätten 1898 och var häradshövding i Sydöstra Hälsinglands domsaga 1906–1923.